# Copa COSAFA 2020
La Copa COSAFA 2020 sería  la 20.ª edición de la Copa COSAFA, una competición internacional de fútbol en que participan equipos nacionales de países miembros del Consejo de Asociaciones de Fútbol de África del Sur (COSAFA). En enero de 2020, se anunció que Durban, Sudáfrica, sería la ciudad anfitriona del torneo.
El torneo terminó siendo pospuesto, y finalmente cancelado debido a la pandemia de COVID-19.